# Burg Hauenfels
Die Burg Hauenfels war eine Höhlenburg bei der Teufelsküche am Ölberg in der Nähe von Gütighofen bei Ehrenkirchen im Landkreis Breisgau-Hochschwarzwald (Baden-Württemberg).

## Geschichte
Ihre Geschichte ist weitgehend unerforscht. Strittig ist, ob es sich bei dem festen Bauwerk am Ölberg überhaupt um eine Burganlage handelt. Auch beruht der Name Hauenfels auf einer fehlerhaften Interpretation der Nennung „Huwensteine“, die korrekt übersetzt Eulenstein lauten müsste. Eine mögliche Ersterwähnung als besagter Huwensteine, in einem Hofrodel des im Besitz des Klosters St. Ulrich befindlichen Ding- und Fronhofes in Bollschweil, ist auf das Jahr 1316 datiert. Funde von der Bauwerksstelle deuten auf einen Nutzungszeitraum vom 13. bis ins frühe 16. Jahrhundert hin. Ende der 1990er Jahre wurden Teile des Mauerwerks, wie etwa ein oberer Abschnitt der Frontwand mit einer schartenartigen Öffnung, das Opfer von Vandalismus.
Das Gebäude diente im Dreißigjährigen Krieg dem Dominikanerpater Michael des Predigerklosters Freiburg als Versteck. Von dort aus führte er zusammen mit versprengten österreichischen Soldaten und Bauern einen erfolgreichen Kleinkrieg gegen die Schweden im nahen Kirchhofen. Später diente der Bau Räuberbanden als Unterschlupf.

## Anlage

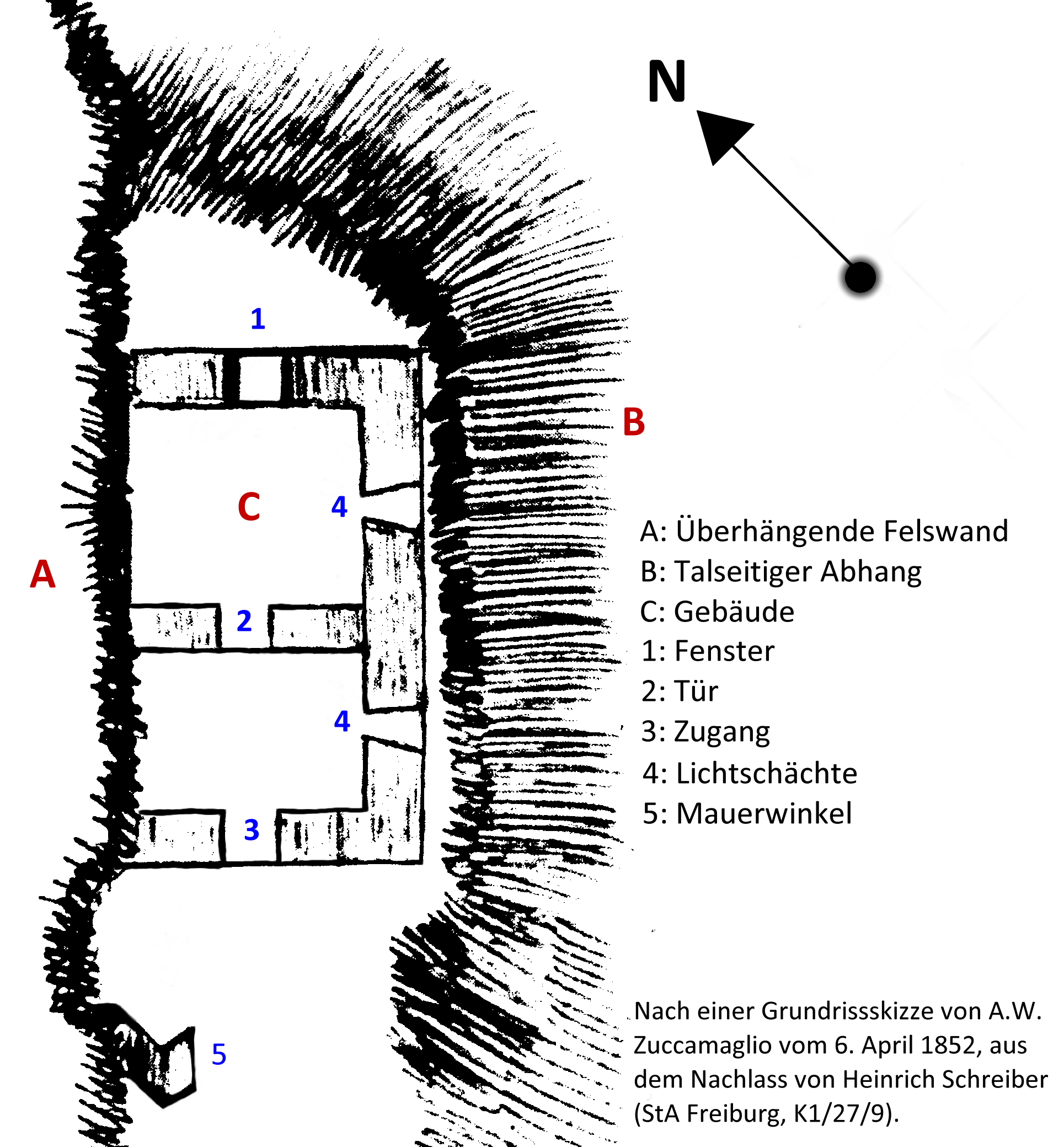
Grundrissskizze des Bauwerks am Ölberg

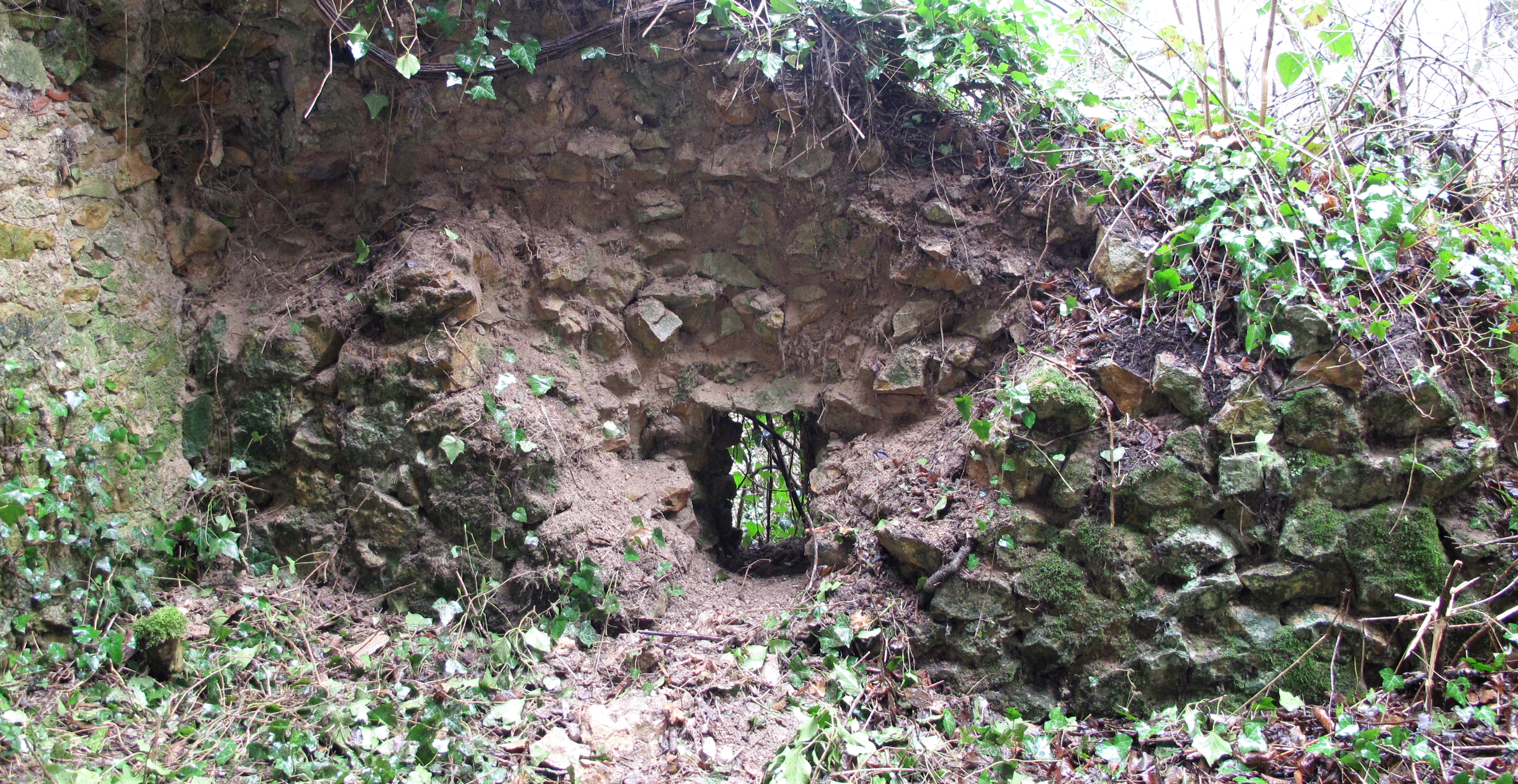
Vermuteter Lichtschacht in der südöstlichen Frontwand

Von dem, in einen leichten Felsüberhang hineingebauten Bauwerk sind ein etwa 13 m langer und bis 1,2 m starker Mauerzug der südöstlichen Längsfassade, aus mörtelgefügten grob behauenen Kalkstein-Bruchsteinen in unregelmäßig lagerhafter Schichtung, sowie ein 0,75 m starker Rest der Nordostseite mit einer lichten Weite von 3,1 m erhalten. An ihrer Ostecke erreicht die Außenmauer noch eine geschätzte Höhe von 4 m. Ein Balkenloch in der Frontmauer deutet einen zumindest zweistöckigen Ausbau an. Reste einer 0,6 m starken Binnenwand sprechen für eine Unterteilung in zwei annähernd rechteckige Räume. Zwei maulschartenartige Öffnungen, die sich noch erkennbar im Mauerwerk der Frontwand abzeichnen, sorgten für Lichteinfall. Einen Eindruck der Baulichkeit bietet eine Planskizze von Zuccalmaglio aus den 1860er Jahren, die Bauwerksdetails zeigt, welche heute nicht mehr zu sehen sind.